# Спасская церковь (Тобольск)
Церковь Спаса Нерукотворного — православный храм в центре Тобольска, старейшая сохранившаяся кирпичная церковь города (и четвёртая по времени постройки).

## История
Свою историю церковь ведёт от заложенного на месте современного храма деревянной Спасской церкви в 1587 году сразу же после постройки Троицкой церкви — на территории малого города. В конце XVII века церковь сгорела, была восстановлена, но уже в 1709 году при митрополите Филофее (Лещинском) рядом с деревянным был заложен новый каменный храм. Возведён он был в том числе на деньги купца Стефана Третьякова. В 1772 и 1791 годах к четверику пристроены два придела — северный и южный. Колокольню построили только во второй половине XVIII века.
В церкви находился образ «Спаса Нерукотворного». Первоначально икона находилась в Троицкой церкви. Но в 1791 году после того как церковь была из-за ветхости разобрана, икона была перенесена в Спасскую церковь.
В 1844 году в церкви отпевали декабриста Александра Барятинского. После революции 1917 года церковь была закрыта. В 1930-е годы церковь была обезглавлена. В советские годы в церкви находился ЗАГС. Позднее в неё была помещена иконописная мастерская. 7 октября 1975 года в кладке стены Спасской церкви был найден клад бумажных денежных знаков 1898—1921 годов. В настоящее время находится на реставрации.